# Will Vinton
William Gale "Will" Vinton (McMinnville, Oregón, 17 de noviembre de 1947 - Portland, 4 de octubre de 2018) fue un director estadounidense de cine de animación y productor cinematográfico de películas animadas. Ganó un premio Óscar y varios premios Emmy por su trabajo de animación con plastilina o también llamado al término que él inventó (Claymation).

## Educación
Durante la década de 1960, Vinton estudió física, arquitectura y cine en la Universidad de California (Berkeley), donde fue influenciado por la obra de Antoni Gaudí. Durante este tiempo Vinton realizó un largometraje en blanco y negro sobre la cultura de California.

## Colaboración con Bob Gardiner
En 1970, Vinton realizó en el sótano de la casa una prueba rápida 1/2-minutos de película de animación con plastilina que realizó en una cámara de 16mm la Bolex Rex-5. Tal prueba la completó a principios de 1973. El cortometraje en 16mm duraba unos 8 minutos al que llamó Closed Mondays (Cerrado los Lunes), que trataba acerca de un borracho que tropieza en un museo de arte e interactúa con las pinturas y esculturas. Sorprendió a los jueces del festival de cine de todo el mundo. El cortometraje ganó un Oscar al mejor cortometraje de animación en la primavera de 1975.

## Trabajos
Más tarde con sólo un puñado de animadores, produjo la aclamada trilogía de 27 minutos (Los cuentos de hadas) a finales de los años 70 y principios de los 80 : Martin the Cobbler (1977), Rip Van Winkle (1978), (nominada a un Premio de la Academia), y The Little Prince  (1979). Más tarde el trío de las películas fue puesta a la venta para el público en video como El Principito y amigos. En 1978 fue también testigo de la producción de un documental de 17 minutos con el detrás de las técnicas y procedimientos utilizados por Vinton y sus animadores titulado (Claymation).
Tiempo más tarde paso a realizar cortometrajes y filmes a 35mm como anuncios para la televisión , (California raisins) que tuvo un gran éxito en televisión y muchos más anuncios televisivos realizados por él. También realizó varios especiales para televisión de aproximadamente 25 minutos para la cadena Americana CBS, A Claymation Christmas Celebration (1988), The Claymation Comedy of Horrors(1991) y A Claymation Easter (1992). También produjo series para televisión como Los PJ que duró 3 temporadas y que fue emitida en la cadena Americana Fox. y un film de 86 minutos llamado The adventures of Mark Twain que fue nominada a un Óscar.

## Estudio Vinton
A finales de la década de 1990, el estudio de Vinton, en busca de fondos para más películas de largometraje, se había convertido en lo suficientemente grande para llevar en los inversores externos, que incluían empresa de calzado  Nike propietario Phil Knight y su hijo, Travis, que había trabajado en el estudio como animador. 
En 2002, Vinton perdió el control del estudio que fundó después de Knight se convirtió en el accionista mayoritario y Vinton no han recibido fondos para su posterior producción característica en Los Ángeles, con el tiempo siendo despedido del estudio. Vinton más tarde buscó daños de este y demandado por la propiedad de su nombre. En 2005, el sucesor de Will Vinton Studios, Laika, fue fundada. Estreno en stop-motion de animación/director Henry Selick se unió al estudio como supervisor de la dirección. 
Desde Vinton ha fundado una nueva planta de producción, Will Vinton's Freewill Entertainment, también con sede en Portland. Vinton también está asociada con la rama de Portland de los Institutos de Arte y mantiene una oficina allí como artista en residencia.  La Agencia Creative Artists en Beverly Hills representa Vinton para proyectos de producción. Los proyectos incluyen una novela gráfica llamada "Jack Hightower" producida en conjunto con los cómics de Dark Horse. En 2005 Vinton produjo "The Morning After", el primer cortometraje bajo la nueva empresa. La película combina acción en vivo y CGI.

## Filmografía
- Feature films
- The Wild, 89 min. (productor ejecutivo)
- Festival of Claymation, 80 min. (director, productor), compilación de cortometrajes.
- The Adventures of Mark Twain, 86 min. (director, productor), aka Comet Quest (UK: video title)
- Shadow Play, 95 min. (productor) Thriller
- Return to Oz, (claymation director, producer) Academy Award Nominee
- Gone for a Better Deal, 86 min. (director, productor) documental

## Series de TV
- Gary and Mike, teleserie 23:00 x 13 (productor ejecutivo) Nominado para los Emmy Adwards.
- Los PJ, teleserie 23:00 x 52 (productor ejecutivo) Ganador de un premio Emmy.
- The California Raisin Show, teleserie 23:00 x 13 (productor creativo y ejecutivo)
- Klay's TV, piloto de teleserie (director, productor ejecutivo)
- Slacker Cats, piloto de teleserie (productor ejecutivo)
- Boyer Brother, piloto de teleserie (productor ejecutivo)
- Cecille segment for Sesame Street, 4 min. x 8 (productor)
- Adventures in Wonderland, (segmentos animados), 4 min. x 30 (productor ejecutivo)

## Especiales de TV
- Will Vinton's A Claymation Christmas Celebration, 24 min. (director, productor) Ganador de un Emmy
- Claymation Easter Special, 24:00 (director) (productor ejecutivo, productor) Ganador de un Emmy
- Claymation Comedy of Horrors, 24:00 (productor ejecutivo, productor) Ganador de un Emmy
- Raisins Sold Out: California Raisins II, 24:00 (director, productor) Nominado a premio Emmy
- Meet the Raisins!, 24:00 (productor ejecutivo, productor) Ganador de un Emmy

## Cortometrajes
- The Little Prince, 25 min. (director, productor)
- Martin the Cobbler, 26 min. (director, productor)
- Rip Van Winkle, 26 min. (director, productor) Nomido a premio Academy Award
- The Diary of Adam and Eve, 24 min. (director, productor)
- Closed Mondays, 9 min. (cocreador) Premio Academy Adward
- Mr. Resistor, 8 min. (productor ejecutivo)
- Bride of Resistor, 6 min. (productor ejecutivo)
- Dinosaurs! - A Fun-Filled Trip Back in Time!, 17 min. (director, productor)
- Legacy, 7 min. (director, productor)
- A Christmas Gift, 7 min. (director, productor)
- The Great Cognito, 5 min. (director, producer) Nominado a premio Academy Adward
- The Creation, 9 min. (director, productor)
- Michael Jackson Speed Demon music video, 12 min. (director, productor)
- The Morning After, 7:30 (director, productor)
- Mountain Music, 9 min. (director, productor)
- Wobbly Wino, 2 min. (director, productor)
- Culture Shock, 17 min. (director, productor)
- Go Down Death, 10 min. (director, productor)
- Claymation, documentary, 18 min. (director, productor)
- Vanz Kant Danz (video musical de John Fogerty), 6 min. (director, productor)
- The Lost ‘M’ Adventure (CGI con los personas de M&M), 12 min. (productor ejecutivo)
- Xerox and Mylar, 5 min. (productor ejecutivo)
- The Stars Came Dreaming, 12 min. (productor ejecutivo)
- Day of the Dead, 8 min. (productor ejecutivo)

## Premios y distinciones
Premios Óscar
| Año  | Categoría                  | Película          | Resultado |
| ---- | -------------------------- | ----------------- | --------- |
| 1975 | Mejor cortometraje animado | Closed Mondays    | Ganador   |
| 1979 | Mejor cortometraje animado | Rip Van Winkle    | Nominado  |
| 1982 | Mejor cortometraje animado | The Creation      | Nominado  |
| 1983 | Mejor cortometraje animado | The Great Cognito | Nominado  |
| 1986 | Mejores efectos visuales   | Return to Oz      | Nominado  |